# A2 Nazionale 1990-1991
L'A2 Nazionale 1990-1991 è stata la 30ª edizione della seconda divisione greca di pallacanestro maschile. La 5ª edizione con il nome di A2.

## Classifica finale
| #  | Teams                           | P  | V  | P  | Pt | Qualificate |
| -- | ------------------------------- | -- | -- | -- | -- | ----------- |
| 1  | Sporting Atene                  | 26 | 20 | 6  | 46 | Promozione  |
| 2  | A.O. Dafni                      | 26 | 20 | 6  | 46 | Promozione  |
| 3  | Peiraïkos Syndesmos             | 26 | 17 | 9  | 43 |             |
| 4  | Iōnikos Nikaias                 | 26 | 16 | 10 | 42 |             |
| 5  | Panellīnios K.A.E.              | 26 | 15 | 11 | 41 |             |
| 6  | Esperos Kallithea               | 26 | 14 | 12 | 40 |             |
| 7  | Dīmokritos Thessalonikīs        | 26 | 14 | 12 | 40 |             |
| 8  | KAE Īlysiakos                   | 26 | 12 | 14 | 38 |             |
| 9  | Komotinī                        | 26 | 11 | 15 | 37 |             |
| 10 | Nestōr Thessalonikīs            | 26 | 10 | 16 | 36 |             |
| 11 | Prōteas N. Kosmou               | 26 | 10 | 16 | 36 |             |
| 12 | P.A.O. Dioikītīriou             | 26 | 9  | 17 | 35 |             |
| 13 | Kronos Agiou Dīmītriou          | 26 | 6  | 20 | 32 | Retrocesse  |
| 14 | Gymnastikos Syllogos Amarousiou | 26 | 5  | 21 | 31 | Retrocesse  |